# حفره شکمی
حفرهٔ شکمی یک حفره بدنی بزرگ در انسان و بسیاری از جانوران دیگر است که دارای اندام‌های زیادی است و بخشی از حفره شکمی-لگنی است. حفره۰ در زیر حفره سینه‌ای و بالای حفره لگنی قرار دارد. سقف گنبدی‌شکل آن، دیافراگم قفسه سینه، ورقه‌ای از عضلات باریک در زیر ریه‌ها و کف آن، ورودی لگن است که به داخل لگن خاصره باز می‌شود.

## ساختار

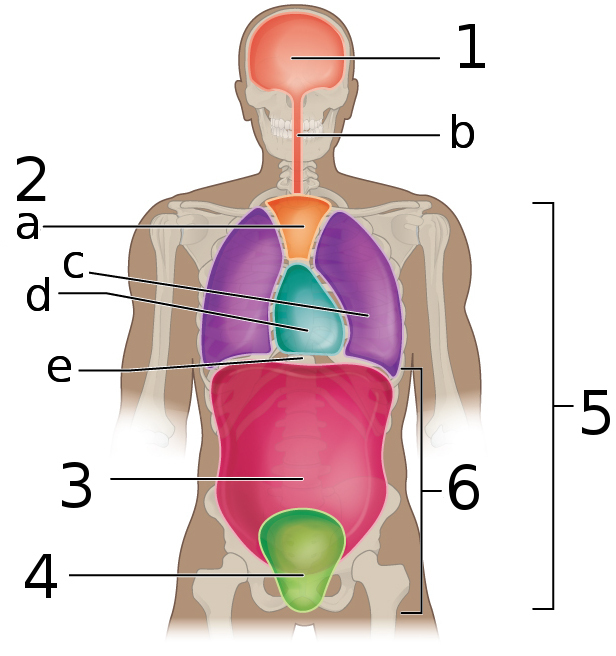
حفرهٔ شکمی در این تصویر با عدد ۳ مشخص شده‌است و همراه با حفرهٔ لگنی (۴) حفره شکمی-لگنی را تشکیل می‌دهد.

### اندام‌ها
اندام‌های درون حفرهٔ شکمی شامل معده، کبد، کیسه صفرا، طحال، لوزالمعده، روده کوچک، کلیه‌ها، روده بزرگ و غدد فوق کلیوی است.

### صفاق
حفرهٔ شکمی با یک غشای محافظ به‌نام صفاق پوشیده شده‌است. دیوارهٔ داخلی آن توسط صفاق جداری پوشیده شده‌است. کلیه‌ها در پشت صفاق، و خارج از حفرهٔ شکمی قرار دارند. احشاء نیز توسط صفاق احشایی پوشیده شده‌است.
بین صفاق احشایی و جداری، حفرهٔ صفاقی قرار دارد که یک فضای بالقوه است. این فضا حاوی مایعی سروزی به نام مایع صفاقی است که امکان حرکت اندام‌ها در حفره را فراهم می‌کند. این حرکت‌ها در دستگاه گوارش آشکار است. صفاق به‌دلیل اتصال به دو قسمت (پاریتال و احشایی) از اندام‌های شکمی پشتیبانی می‌کند.
صفاق، حفره را به بخش‌های متعددی تقسیم می‌کند. یکی از این کیسه‌ها با نام کیسه کهتر در پشت معده قرار دارد و از طریق سوراخ چادرینه‌ای به کیسه مهتر می‌پیوندد. برخی از اندام‌ها مانند کبد، از طریق چین‌های صفاق و رباط‌ها به دیواره‌های شکم متصل می‌شوند و برخی دیگر مانند لوزالمعده از نواحی وسیع صفاق استفاده می‌کنند. رباط‌های صفاقی در واقع چین‌های متراکم صفاق هستند که برای اتصال احشاء به احشاء یا احشاء به دیواره‌های شکم استفاده می‌شوند. این رباط‌ها به گونه‌ای نام‌گذاری شده‌اند که نشان می‌دهد معمولاً چه چیزی را به هم متصل می‌کنند. برای مثال، رباط گاستروکولیک، معده و کولون را به هم وصل می‌کند و رباط طحالی طحال و کولون را به هم متصل می‌کند. برخی از رباط‌ها نیز با توجه به شکل آن‌ها با نام‌های رباط گرد یا رباط مثلثی‌شکل نام‌گذاری شده‌اند.

### مزانتر (روده‌بند)
مزانترها چین‌های صفاقی هستند که به دیواره‌های شکم چسبیده و احشاء را به‌طور کامل در بر می‌گیرند. آن‌ها با مقادیر زیادی خون تأمین می‌شوند. سه مزانتر مهم عبارت‌اند از: مزانتر برای روده کوچک، مزوکولون عرضی که قسمت پشتی کولون را به دیوارهٔ شکم متصل می‌کند و مزوکولون سیگموئید که خم‌روده سیگموئید را می‌پوشاند.

### چادرینه
چادرینه‌ها چین‌های تخصصی صفاق هستند که اعصاب، رگ‌های خونی، مجاری لنفاوی، بافت چربی و بافت همبند را در بر می‌گیرند. دو چادرینه وجود دارد. نخست، چادرینه بزرگ است که از کولون عرضی و انحنای بزرگ معده آویزان است. دیگری چادرینه کوچک است که بین معده و کبد امتداد دارد.

## اهمیت بالینی

### آب‌آوردگی شکم
هنگامی‌که مایع در حفرهٔ شکم جمع می‌شود، این وضعیت آب‌آوردگی شکم نامیده می‌شود. این عارضه معمولاً تا زمانی‌که میزان مایع کافی برای انبساط شکم جمع نشده باشد، قابل‌توجه نیست اما ادامهٔ این وضعیت و تجمع بیشتر مایع باعث فشار روی احشاء، سیاهرگ‌ها و حفره سینه‌ای می‌شود. به‌منظور درمان، ابتدا باید دلیل تجمع مایع مشخص شود. یکی از روش‌های درمان این عارضه، کاهش فشار سیاهرگ باب کبدی است که به‌طور ویژه در درمان سیروز مفید است. اگر رگ لنفاوی درگیر بسته باشد، آب‌آوردگی شکم بهتر بهبود می‌یابد. نارسایی قلبی می‌تواند باعث آب‌آوردگی مکرر شود.

### التهاب
اختلال عمدهٔ دیگر در حفرهٔ شکمی، التهاب صفاق نام دارد که معمولاً با فرآیندهای التهابی در جاهای دیگر بدن همراه است. التهاب می‌تواند در اثر آسیب به یک عضو یا کوفتگی دیوارهٔ شکم از بیرون یا هنگام جراحی ایجاد شود. التهاب همچنین ممکن است توسط جریان خون یا سیستم لنفاوی وارد شود اما شایع‌ترین منشأ آن، لوله گوارش است. التهاب صفاق می‌تواند حاد یا مزمن، گسترده یا موضعی باشد و ممکن است یک یا چند منشأ داشته باشد. چادرینه می‌تواند به کنترل گسترش عفونت کمک کند. اما بدون درمان، عفونت در سراسر حفره گسترش می‌یابد. آبسه همچنین ممکن است به‌عنوان یک واکنش ثانویه به عفونت ایجاد شود. آنتی‌بیوتیک‌ها به ابزاری مهم در مبارزه با آبسه تبدیل شده‌اند. با این‌حال، اقدام به خارج کردن مایعات شکمی، از بیرون بدن نیز معمولاً مورد نیاز است.